# Enrique García Moreno
Enrique García Moreno, militar espanhol que lutou na guerra civil espanhola a favor da Segunda República Espanhola.
No início do levante era tenente separado do Exército e vivendo em Eagles (Múrcia). 
Em fevereiro de 1937, e já como Comandante de Infantaria, recebe o comando da recém criada 80ª Brigada Mista (Exército Popular da República) no setor Jaén - Granada, sendo substituído pelo comandante Antonio Gallego abril . No final de março envia por um tempo a 19.ª Brigada Mista em substituição do comandante Manuel Márquez,  que forma a 18ª Divisão. Em breve será substituído pelo comandante Miguel González Pérez-Caballero. É prontamente sustituido pelo comandante Miguel González Pérez-Caballero.
No final de março ou início de abril recebe o comando da 25ª Brigada Mista,  substituindo Julio Dueso, que acabou de lutar proeminentemente na Batalha de Pozoblanco e com o qual ele  participou no contra-ataque em Espiel. Com esta unidade, primeiro foi para a reserva do Exército do Sul, formando parte da 24ª Divisão, já final de 1937, o VIII Corpo de Exército, formando parte da 63ª Divisão. 
No final do ano, ele foi substituído no comando da 25ª BM pelo comandante José Costell Salido.